# De olympiska gudarna

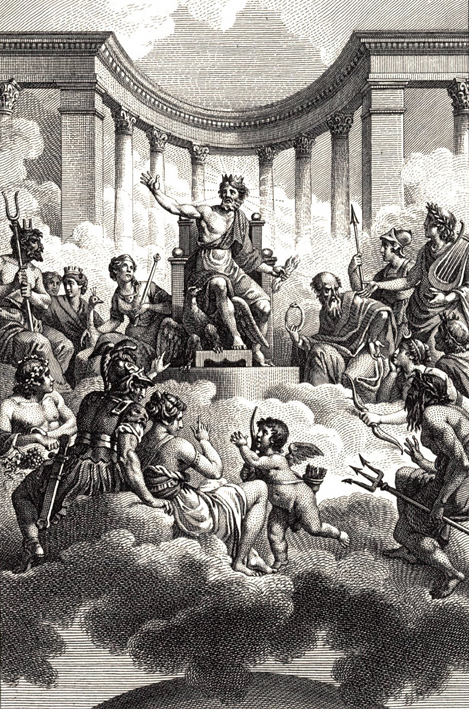
De olympiska gudarna enligt Monsiau.

De olympiska gudarna, dodekatheon, är de tolv mäktigaste gudarna i grekisk mytologi, som ansågs bo på Olympos.
Dessa gudar var vanligen Zeus, Hera, Poseidon, Demeter, Ares, Hermes, Hefaistos, Afrodite, Athena, Apollon, Artemis samt antingen Hades eller Dionysos. Men listan har ibland sett annorlunda ut. Hades, Zeus, Poseidon, Hera, Demeter och Hestia var syskon.
I motsats till de olympiska gudarna stod de ktoniska gudarna, som hörde underjorden till.